# Gnophos clavellata
Gnophos clavellata là một loài bướm đêm trong họ Geometridae.